# نیکولا اشتولیچ
نیکولا اشتولیچ (سیریلیک صربی: Никола Штулић؛ زادهٔ ۸ سپتامبر ۲۰۰۱) بازیکن فوتبال است.
از باشگاه‌هایی که در آن بازی کرده‌است می‌توان به باشگاه فوتبال رویال شارلوا اشاره کرد.
وی همچنین در تیم‌های ملی فوتبال زیر ۲۱ سال صربستان و صربستان بازی کرده‌است.